# Gubana
(detto popolare friulano, figurativo, scherzoso)

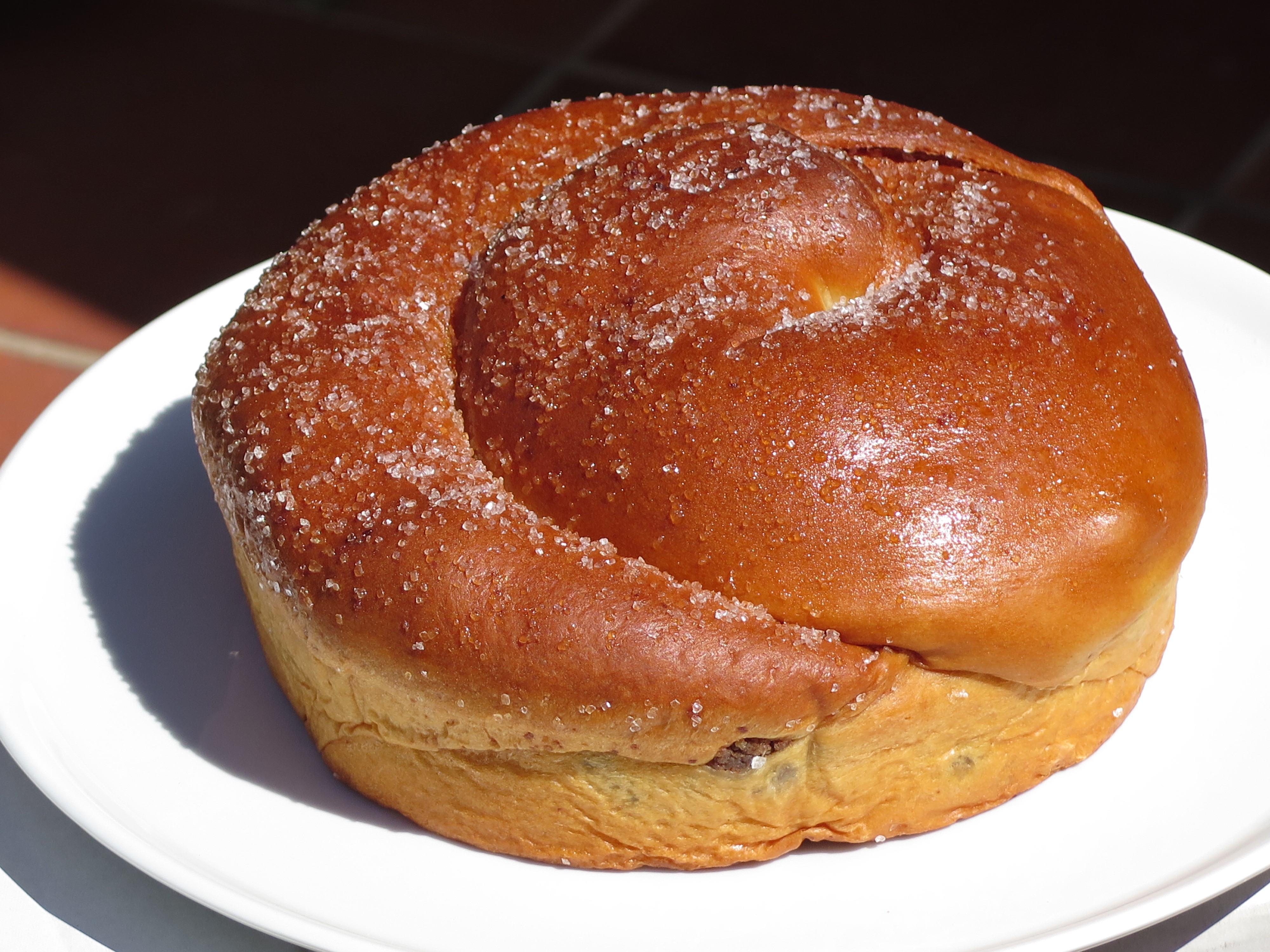
Gubana delle Valli del Natisone

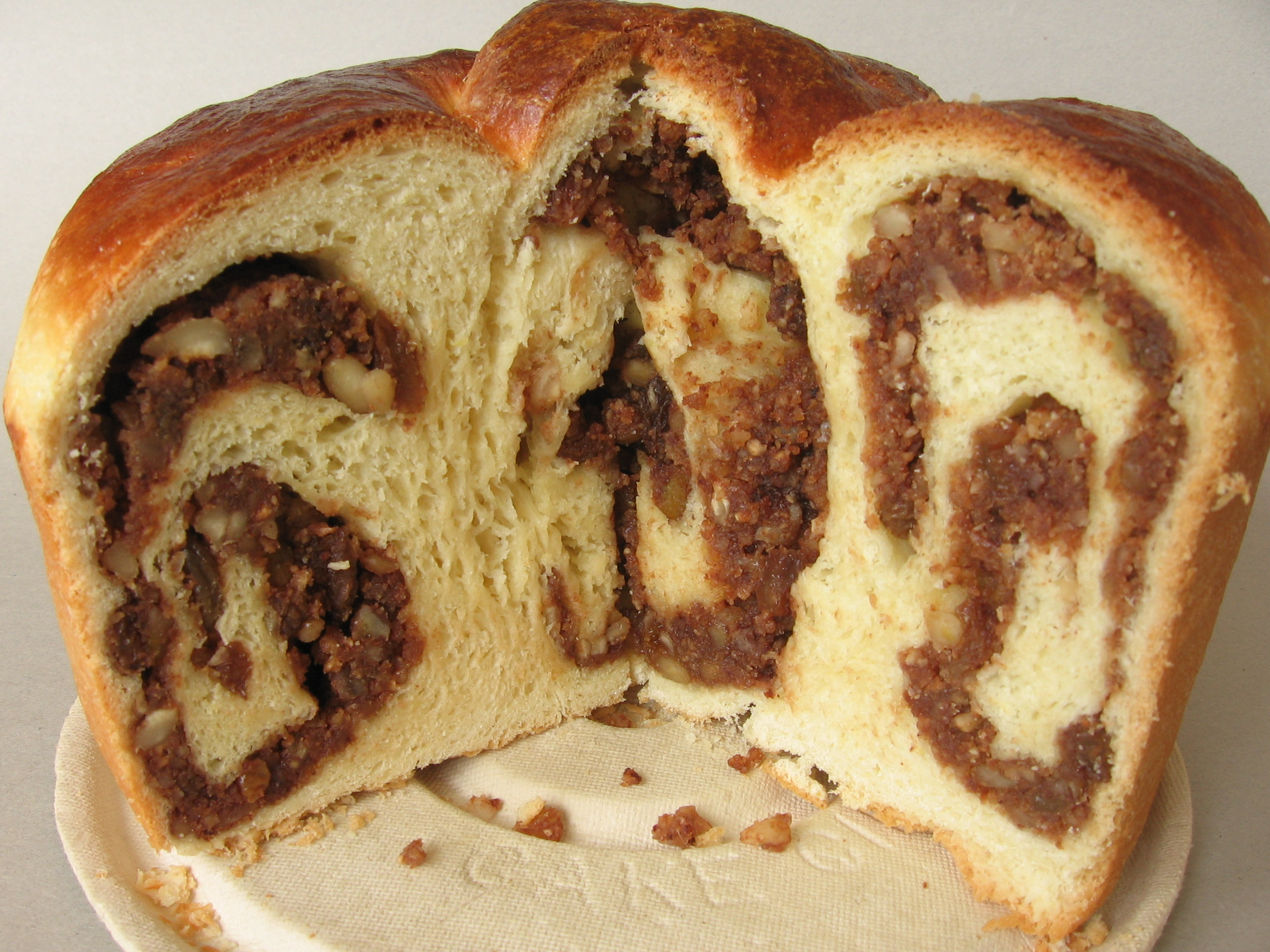
Interno della gubana

La gubana (gubane in friulano; gubanca, in dialetto beneciano, dialetto sloveno delle Valli del Natisone) è un tipico dolce delle valli del Natisone (Udine), che si prepara in periodi di grande festa (Natale, Pasqua) o in occasioni particolari (come matrimoni e sagre paesane), dalla forma a chiocciola, del diametro variabile, cotto al forno, a base di pasta dolce lievitata, con un ripieno di noci, uvetta, pinoli, zucchero, grappa, scorza grattugiata di limone.

## Descrizione
Il dolce è noto fin dal 1409 quando fu servita in un banchetto preparato in occasione della visita di papa Gregorio XII a Cividale del Friuli, come testimoniato dallo stesso papa veneziano. Facendo riferimento alla forma della gubana, la derivazione del nome è probabile che sia dallo sloveno guba, che significa "piega"; la stessa etimologia si ritrova nei nomi di altre pietanze diffuse nell'area slava meridionale, come la ghibanizza e la prekmurska gibanica. Un altro riferimento sull'origine della gubana ci viene dato dalla presenza del cognome "Gubana" nelle Valli del Natisone. Dal 1990 esiste il Consorzio per la protezione del marchio gubana che tutela i produttori della specifica zona di produzione e detta precise norme e ingredienti per la sua preparazione.
Secondo alcuni, la putizza (in sloveno: potica), dolce tipico della Slovenia, corrisponderebbe pressappoco alla gubana. Secondo alcune interpretazioni etno-gastronomiche, la gubana non sarebbe altro che la variante beneciana della putizza slovena; questa tesi sarebbe avvalorata dal fatto che in molte parti della Slovenia occidentale (nei comuni di Merna-Castagnevizza, San Pietro-Vertoiba, Collio e in alcune zone rurali dei comuni di Nova Gorica e Canale d'Isonzo) la denominazione tradizionale per la putizza è guban'ca (da gubanica, diminutivo di gubana). Inoltre, un nome simile (gibanica o gubanica) è usato per il dolce tradizionale del Prekmurje, che ha però delle proprietà del tutto diverse. Secondo altri, invece, la gubana sarebbe autoctona delle Valli del Natisone.
Anche il presnitz triestino è imparentato alla gubana; se ne differenzia per la forma, che è a ferro di cavallo e non a spirale, per il tipo di pasta sfoglia, molto più sottile nel presnitz, e per il tipo di ripieno. Lo strudel, il cui significato è peraltro "vortice", non ha la forma a spirale, ma in linea. A Cividale viene prodotto anche un dolce chiamato gubanetta, del tutto simile alla gubana, ma dalle dimensioni ridotte e dal diametro di circa 7 cm.
Con lo stesso ripieno della gubana si fanno anche gli strucchi.